# Stylaster ramosus
Stylaster ramosus is een hydroïdpoliep uit de familie Stylasteridae. De poliep komt uit het geslacht Stylaster. Stylaster ramosus werd in 1947 voor het eerst wetenschappelijk beschreven door Broch. 